# Micrathyria cambridgei
Micrathyria cambridgei – gatunek ważki z rodziny ważkowatych (Libellulidae). Występuje na terenie Ameryki Południowej.